# Marta och Maria

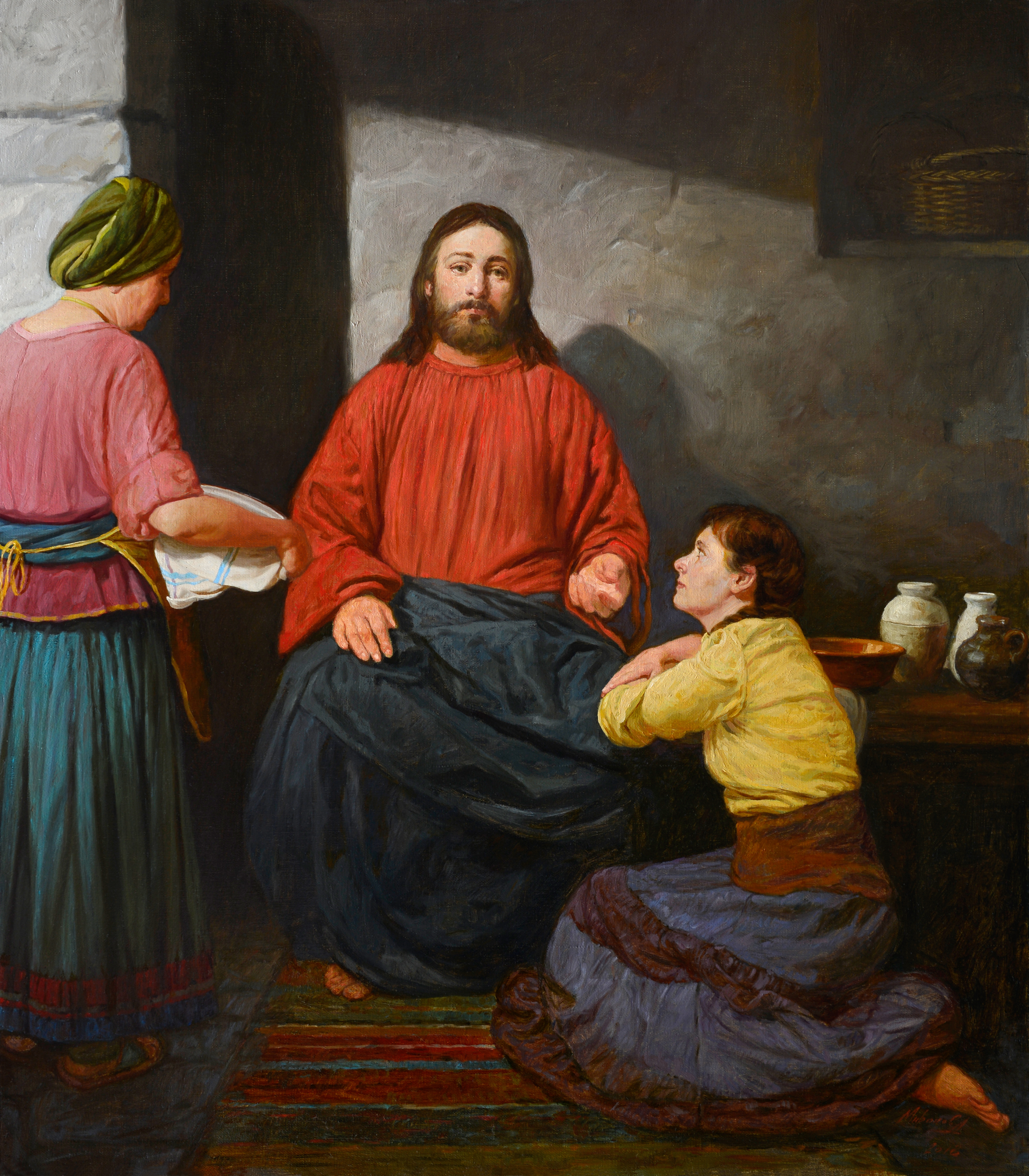
Jesus hos Marta och Maria.

Marta och Maria är två systrar i Bibeln. Marta och Maria från Betania tillhörde Jesu umgängeskrets. I evangelierna framställs de ofta kontrastivt. De hade en bror vid namn Lasaros.